# Kanton Trappes
Kanton Trappes (fr. Canton de Trappes) je francouzský kanton v departementu Yvelines v regionu Île-de-France. Skládá se pouze z obce Trappes.